# Diocesi di Kigoma

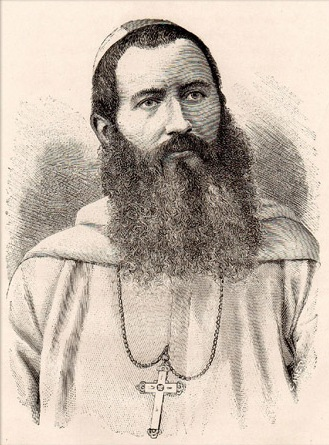
Jean-Baptiste-Frézal Charbonnier, primo vicario apostolico del Tanganica.

La diocesi di Kigoma (in latino Dioecesis Kigomaensis) è una sede della Chiesa cattolica in Tanzania suffraganea dell'arcidiocesi di Tabora. Nel 2023 contava 647.528 battezzati su 2.875.170 abitanti. È retta dal vescovo Joseph Mlola, O.S.S.

## Territorio
La diocesi comprende la regione di Kigoma in Tanzania.
Sede vescovile è la città di Kigoma, dove si trova la cattedrale di Nostra Signora della Vittoria.
Il territorio è suddiviso in 31 parrocchie.

## Storia
Il pro-vicariato apostolico del Tanganica fu eretto il 27 settembre 1880 con il decreto Cum Reverendus della Congregazione di Propaganda Fide, ricavandone il territorio dal vicariato apostolico dell'Africa centrale (oggi arcidiocesi di Khartoum).
L'11 gennaio 1887, in forza del breve Quae catholico di papa Leone XIII, cedette porzioni di territorio a vantaggio dell'erezione del vicariato apostolico di Unianyembé (oggi arcidiocesi di Tabora) e del vicariato apostolico del Congo superiore (oggi diocesi di Kalemie-Kirungu), e contestualmente fu elevato al rango di vicariato apostolico.
Il 31 luglio 1889 e il 18 luglio 1932 cedette altre porzioni di territorio a vantaggio dell'erezione rispettivamente della prefettura apostolica di Nyassa (oggi arcidiocesi di Lilongwe) e della missione sui iuris di Tukuyu (oggi arcidiocesi di Mbeya).
Il 10 maggio 1946 in forza della bolla Quo maiora di papa Pio XII cedette una porzione del suo territorio a vantaggio dell'erezione del vicariato apostolico di Karema (oggi diocesi di Sumbawanga) e contestualmente cambiò il proprio nome in vicariato apostolico di Kigoma.
Il 25 marzo 1953 il vicariato apostolico è stato elevato a diocesi con la bolla Quemadmodum ad Nos dello stesso papa Pio XII.

## Cronotassi dei vescovi
Si omettono i periodi di sede vacante non superiori ai 2 anni o non storicamente accertati.
- Jean-Baptiste-Frézal Charbonnier, M.Afr. † (14 gennaio 1887 - 16 marzo 1888 deceduto)
- Léonce Bridoux, M.Afr. † (15 giugno 1888 - 21 ottobre 1890 deceduto)
- Adolphe Lechaptois, M.Afr. † (19 giugno 1891 - 30 novembre 1917 deceduto)
  - Sede vacante (1917-1920)
- Joseph-Marie Birraux, M.Afr. † (22 aprile 1920 - 22 aprile 1936 nominato superiore generale dei Missionari d'Africa)
- John van Sambeek, M.Afr. † (19 novembre 1936 - 22 novembre 1957 dimesso[1])
- James Holmes-Siedle, M.Afr. † (5 agosto 1958 - 15 dicembre 1969 dimesso[2])
- Alphonse Daniel Nsabi † (15 dicembre 1969 - 16 agosto 1989 deceduto)
- Paul Runangaza Ruzoka  (10 novembre 1989 - 25 novembre 2006 nominato arcivescovo di Tabora)
- Protase Rugambwa (18 gennaio 2008 - 26 giugno 2012 nominato segretario aggiunto della Congregazione per l'evangelizzazione dei popoli e presidente delle Pontificie opere missionarie)
  - Sede vacante (2012-2014)
- Joseph Mlola, O.S.S., dal 10 luglio 2014

## Statistiche
La diocesi nel 2023 su una popolazione di 2.875.170 persone contava 647.528 battezzati, corrispondenti al 22,5% del totale.
| anno | popolazione | popolazione | popolazione | presbiteri | presbiteri | presbiteri | presbiteri                | diaconi | religiosi | religiosi | parrocchie |
| anno | battezzati  | totale      | %           | numero     | secolari   | regolari   | battezzati per presbitero | diaconi | uomini    | donne     | parrocchie |
| ---- | ----------- | ----------- | ----------- | ---------- | ---------- | ---------- | ------------------------- | ------- | --------- | --------- | ---------- |
| 1950 | 14.702      | 355.000     | 4,1         | 43         | 2          | 41         | 341                       |         | 41        | 17        |            |
| 1969 | 76.801      | 496.649     | 15,5        | 44         | 2          | 42         | 1.745                     |         | 52        | 67        | 16         |
| 1980 | 100.135     | 474.000     | 21,1        | 33         | 8          | 25         | 3.034                     |         | 28        | 54        | 14         |
| 1990 | 165.002     | 850.300     | 19,4        | 36         | 15         | 21         | 4.583                     |         | 23        | 70        | 15         |
| 1999 | 342.633     | 1.035.284   | 33,1        | 58         | 39         | 19         | 5.907                     |         | 26        | 91        | 16         |
| 2000 | 398.975     | 1.238.356   | 32,2        | 56         | 39         | 17         | 7.124                     |         | 25        | 64        | 17         |
| 2001 | 419.576     | 1.247.178   | 33,6        | 52         | 39         | 13         | 8.068                     |         | 22        | 96        | 17         |
| 2002 | 427.404     | 1.247.178   | 34,3        | 59         | 46         | 13         | 7.244                     |         | 22        | 105       | 17         |
| 2003 | 429.304     | 1.259.694   | 34,1        | 64         | 46         | 18         | 6.707                     |         | 25        | 98        | 18         |
| 2004 | 409.900     | 1.680.009   | 24,4        | 66         | 46         | 20         | 6.210                     |         | 29        | 132       | 18         |
| 2006 | 439.508     | 1.824.000   | 24,1        | 56         | 47         | 9          | 7.848                     |         | 20        | 144       | 19         |
| 2013 | 515.701     | 2.000.650   | 25,8        | 55         | 42         | 13         | 9.376                     |         | 42        | 165       | 22         |
| 2016 | 541.571     | 2.138.117   | 25,3        | 54         | 43         | 11         | 10.029                    |         | 39        | 146       | 23         |
| 2019 | 582.700     | 2.339.000   | 24,9        | 63         | 50         | 13         | 9.249                     |         | 58        | 152       | 25         |
| 2021 | 599.390     | 2.606.000   | 23,0        | 68         | 54         | 14         | 8.814                     |         | 56        | 153       | 30         |
| 2023 | 647.528     | 2.875.170   | 22,5        | 77         | 61         | 16         | 8.409                     |         | 54        | 163       | 31         |